# IBM compatibile

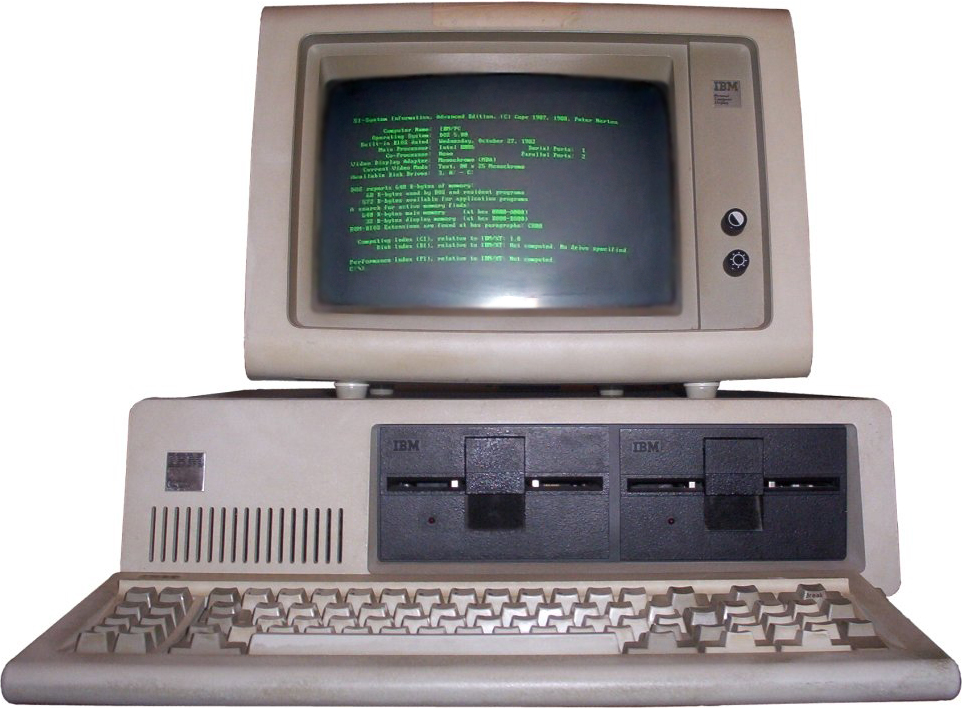
L'IBM Personal Computer Model 5150 (PC IBM), uno dei primi personal computer con microprocessore x86 e ispiratore di innumerevoli imitazioni

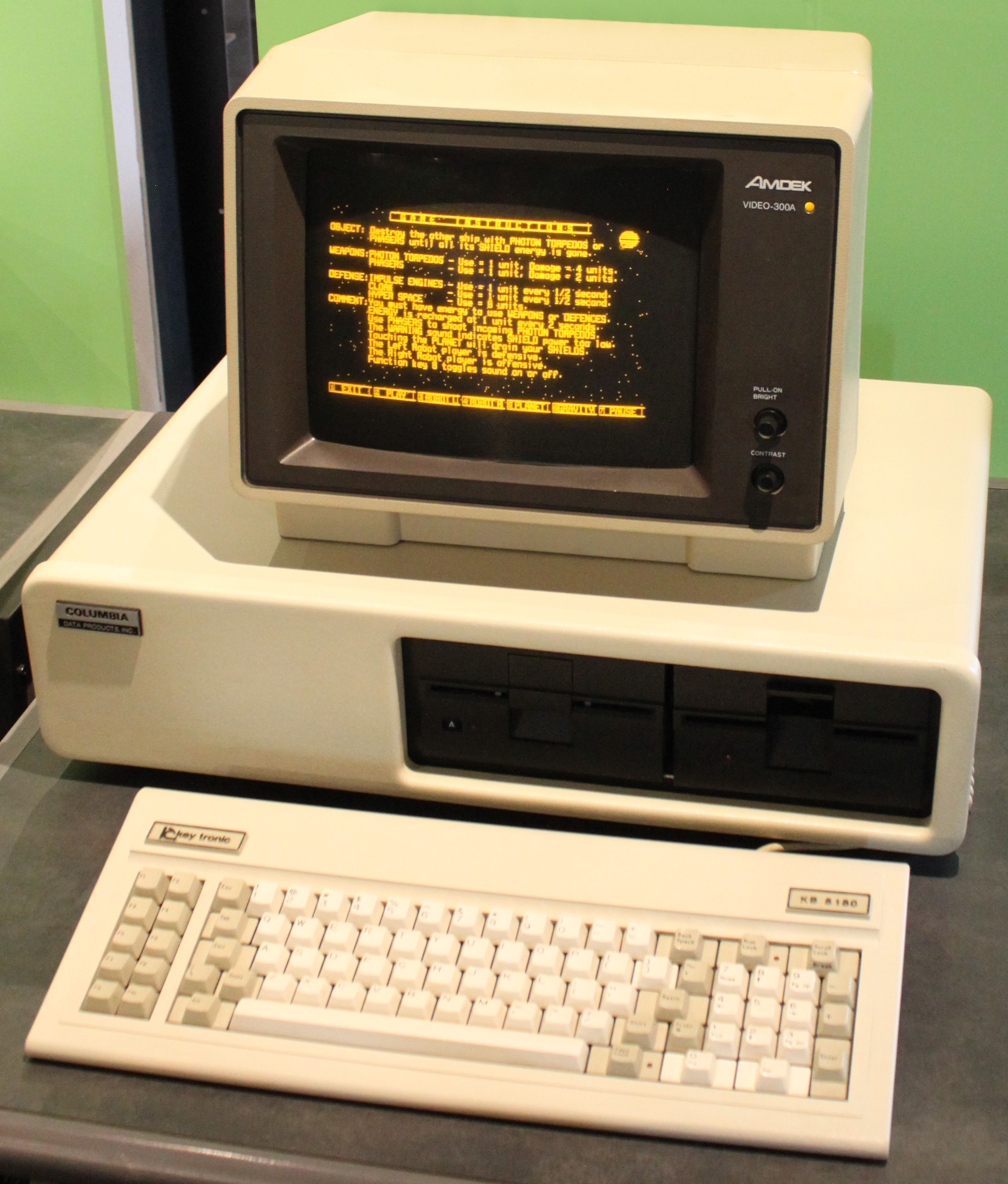
Columbia Data Products MPC 1600, uno dei primi compatibili

IBM compatibile o compatibile IBM indica una categoria di personal computer simili ai modelli originali creati dalla IBM: il PC IBM, l'XT e l'AT.
Gli IBM compatibili si diffusero negli anni '80 come uno standard di fatto, mai esplicitamente definito da qualcuno. Sono personal computer basati sull'architettura x86 di Intel e funzionanti con sistema operativo DOS e successivamente con Windows. L'espressione è ormai in disuso per i moderni PC Windows.

## Storia
IBM, già allora un colosso dell'informatica di alto livello, decise di entrare nel mercato dell'informatica personale, una strada precedentemente aperta da altri come la Apple; così il 12 agosto 1981 venne presentato il primo PC IBM.
Già dai primi anni si capiva che il PC IBM (semplice sigla di Personal Computer) avrebbe avuto modo di diventare uno standard, sia per le sue caratteristiche tecniche, orientate a componenti consolidati e non rivoluzionari, sia perché la IBM era un grande nome nel settore, già abituata a porsi come punto di riferimento nel mondo dell'informatica. L'informatica personale era in rapida crescita e IBM stessa con il proprio ingresso contribuì all'ampliamento del mercato.
Le maggiori quantità vendute permettono il calo dei prezzi, specialmente del software. Da questo punto di vista, la possibilità di eseguire lo stesso software su sistemi diversi è d'aiuto. Un tentativo di standardizzazione era già stato fatto con il sistema operativo CP/M, adattabile insieme ai suoi programmi applicativi per tutte le macchine basate sul microprocessore Z80. Tuttavia lo Z80 era un datato processore a 8 bit. Probabilmente la IBM seguì una strada simile, ma basandosi sul più potente processore Intel 8088 a 16 bit.
Il primo sistema operativo disponibile era il PC DOS della Seattle Computer, poi rielaborato dalla Microsoft come MS-DOS. Era simile al CP/M, ma molto più evoluto.
Le componenti hardware del PC erano comunemente disponibili, il sistema è facilmente espandibile aggiungendo schede, e il DOS non era un'esclusiva della IBM. Solo il BIOS del PC era riservato e la IBM si impegnò a proteggerlo legalmente dalla copia, pur non riuscendo a impedirne l'ingegneria inversa da parte degli imitatori.
L'8088, pur essendo a 16 bit, ha bus dati a 8 bit e ciò permetteva di adattare facilmente schede già in commercio per precedenti sistemi a 8 bit. Il bus ISA del PC divenne un punto di riferimento per almeno un decennio.
La concorrenza vide spontaneamente nel PC IBM e nei suoi successori XT e AT il modello da imitare, così comparvero i compatibili. Inizialmente lo erano solo dal punto di vista software, e non completamente, ma poi molti assunsero anche esternamente le sembianze del PC, tanto da potersi confondere.
Era particolare importante ottenere la compatibilità con l'ampia disponibilità di software professionale già esistente per ogni esigenza. Anche questa era guidata da IBM, che nel 1986 controllava circa un terzo del mercato mondiale del software per computer professionali..
I costruttori di IBM compatibili si divisero in due categorie. Alcuni costruirono sistemi diversificati o con prestazioni migliorate rispetto all'originale (ad esempio realizzando portatili), con prezzi competitivi, ma dello stesso calibro dei prezzi IBM. Altri produssero macchine praticamente equivalenti o anche con prestazioni inferiori, a prezzi molto più bassi. Tra questi vi erano copie pedisseque, spesso provenienti da Taiwan e dintorni, oppure sistemi di costruttori più rinomati, che riproducono il funzionamento del PC, ma con progettazione almeno in parte ridefinita da capo.

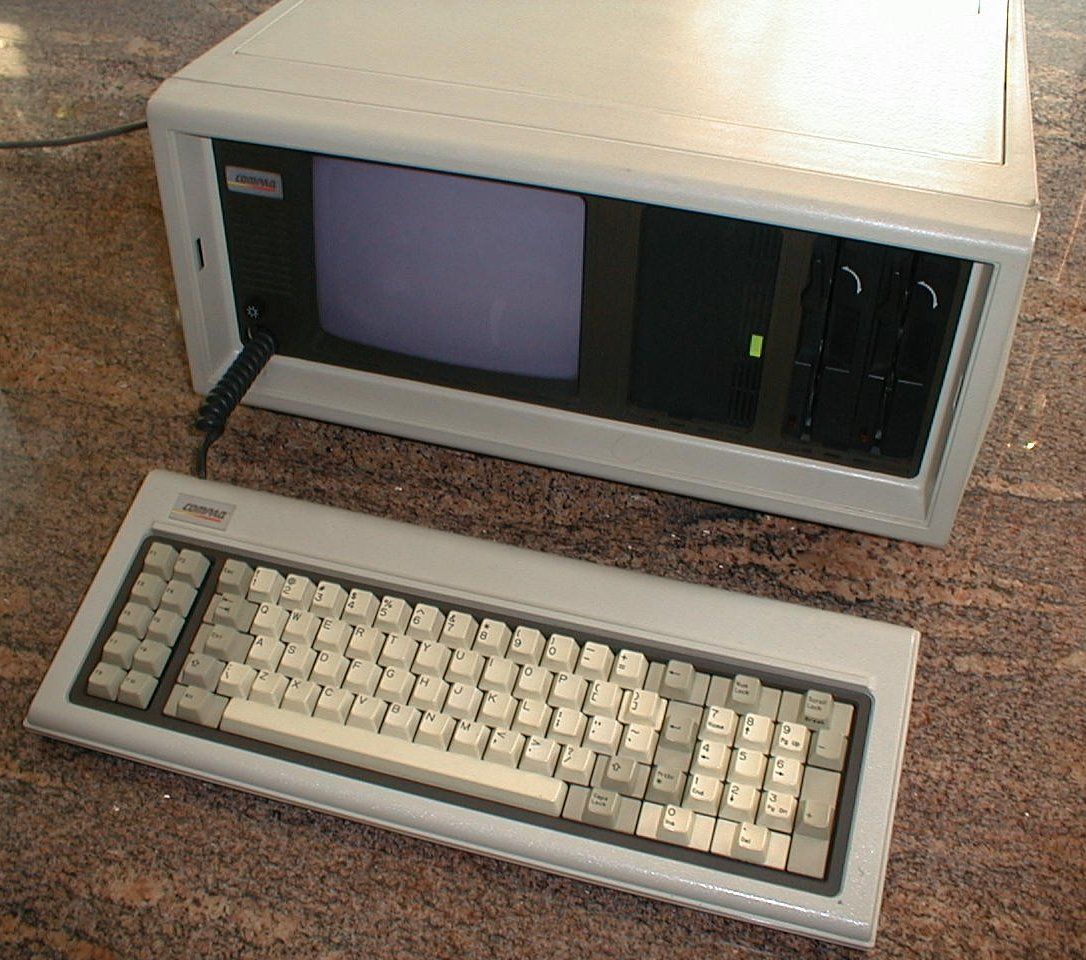
Compaq Portable, il primo PC completamente IBM compatibile.

Già nel 1982 Columbia Data Products e Eagle Computers furono le prime aziende a commercializzare dei compatibili.
La prima a creare una valida imitazione legale del BIOS del PC fu la Compaq, che a novembre 1982 annunciò il Compaq Portable, che riuniva i componenti del PC in formato compatto, trasportabile e a buon prezzo.
La IBM stessa nel 1983 creò un punto di svolta con il lancio del PC XT, che introduceva tra l'altro il disco rigido come caratteristica standard.

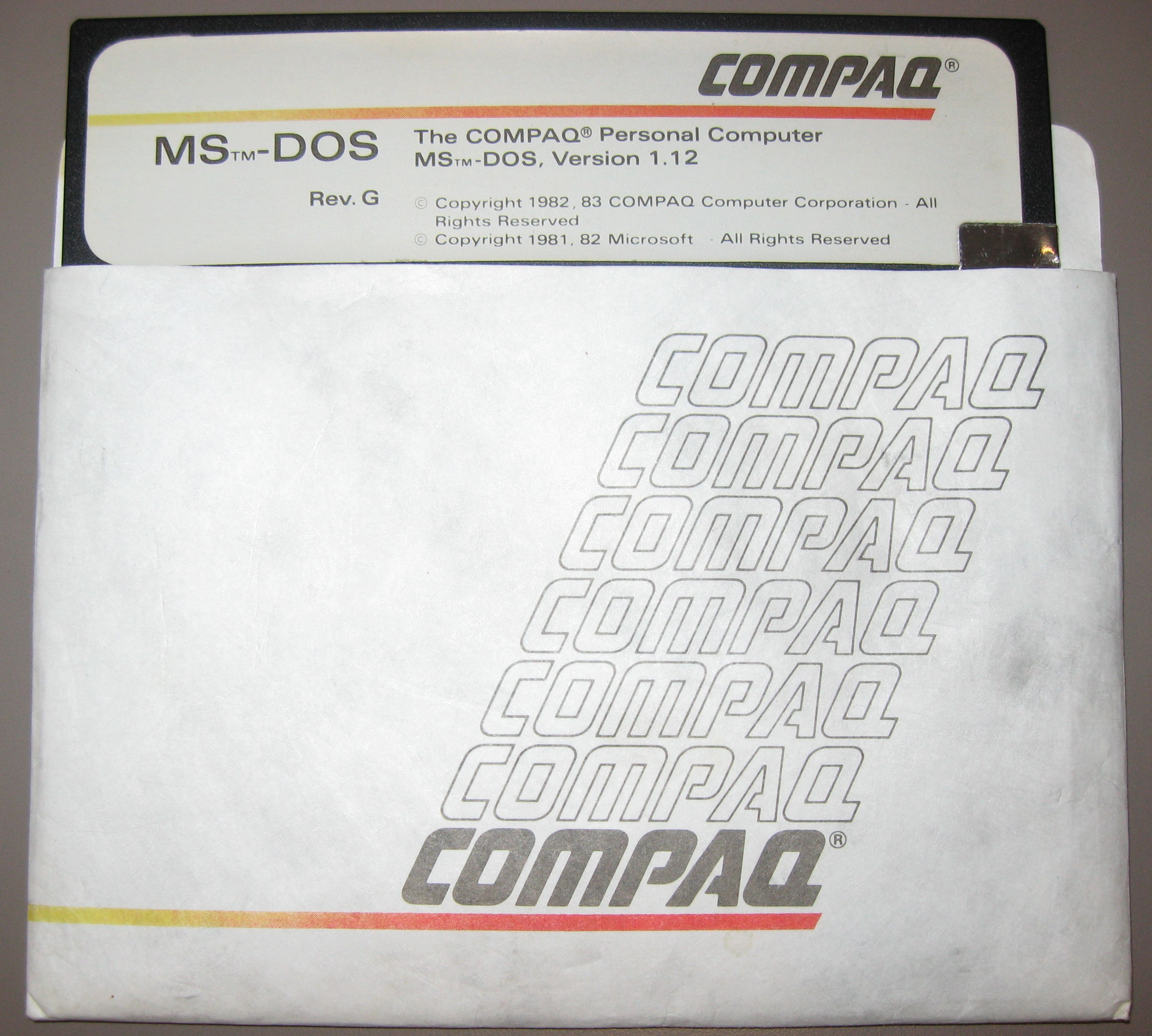
MS DOS 1.12 per PC Compaq

Il primo periodo, fino al 1984, vide apparire sul mercato molte macchine che utilizzavano MS-DOS (che già ad agosto 1982 era stato dato in licenza dalla Microsoft a ben 70 aziende), ma erano solo parzialmente compatibili IBM. Tra questi HP-150, Rainbow 100, Victor 9000, Apricot Portable e Olivetti M24 (che era compatibile al 99% e introdusse il processore Intel 8086 tra i compatibili). Molti furono i tentativi, i fallimenti e le sperimentazioni di idee.
Nel 1984 la IBM tentò di riaffermarsi sulla concorrenza con il PC AT basato su Intel 80286, un salto qualitativo con molte novità come il bus ISA a 16 bit, la memoria molto più espandibile e la tastiera con la conformazione ancora utilizzata decenni dopo. Di nuovo il mercato seguì la IBM e si accese la concorrenza di molti piccoli e grandi produttori di compatibili, specialmente da Taiwan.
L'introduzione del processore Intel 80386 e quindi dei 32 bit non si deve alla IBM, ma avvenne con il Compaq Deskpro 386 nel 1986.
Nel 1987 IBM lanciò la linea PS/2, con una nuova architettura, il bus Micro Channel e la grafica VGA. Stavolta però il mercato non seguì il modello IBM, anche se furono adottate diverse caratteristiche come la VGA. Negli anni '90 ormai divenne la IBM a seguire gli standard generali, non più dettati da lei.
Inizialmente il mercato dei PC compatibili era quello professionale, affiancato al consolidato mercato degli home computer (in Occidente prodotti principalmente da Commodore, Sinclair, Atari, Amstrad). Nella seconda metà degli anni '80, grazie all'abbassamento dei prezzi, i compatibili iniziarono a diffondersi in tutti gli ambiti, conquistando col tempo anche il settore casalingo e amatoriale.
Il mercato continuava a crescere, ma IBM ne perse il controllo. Nel 1990 i suoi profitti generati dai PC erano ormai inferiori a quelli di Dell e Compaq. Il 1993 fu il peggior anno per IBM, con 35 000 licenziamenti.
Nei primi anni '90 entrò in scena anche la AMD, producendo microprocessori in concorrenza con quelli della Intel (a partire dal 386DX-40) e creandosi un'ampia fetta di mercato nella fascia bassa dei PC compatibili più economici.
Negli anni '90 arrivarono anche i processori Intel 80486 e Pentium e la linea dei sistemi operativi Windows, che divenne uno standard sugli IBM compatibili a partire da Windows 3.x.
Da metà anni '90 il mercato si appiattì su standard predefiniti, pur continuando l'aggiornamento in macchine sempre più potenti, seguendo l'evoluzione delle versioni di Windows.
I concorrenti sul mercato si divisero tra tre principali categorie: grandi aziende note, tra cui si affermò ad esempio la Acer; catene di negozi in franchising con prodotti rimarchiati basati su materiale asiatico, ad esempio in Italia furono importanti Vobis e Computer Discount; piccoli negozi rivenditori di materiale asiatico assemblato. La grande distribuzione online ridimensionò poi le realtà locali.
Il termine IBM compatibile in sostanza divenne sinonimo di qualunque personal computer con Windows, ma è ormai caduto in disuso; era diffuso quando la IBM era il punto di riferimento e la compatibilità non era garantita. Oggi i PC seguono gli standard di Intel, Microsoft e dell'industria del settore in generale.
Per indicare questo tipo di macchine, che dominano il mercato, viene saltuariamente utilizzato il nome Wintel, fusione tra Windows e Intel.
Più comunemente, per indicare questi computer con architettura x86 di solito dotati di Windows, oggi si usa proprio la sigla PC (la stessa usata anche per qualunque personal computer).

## Caratteristiche

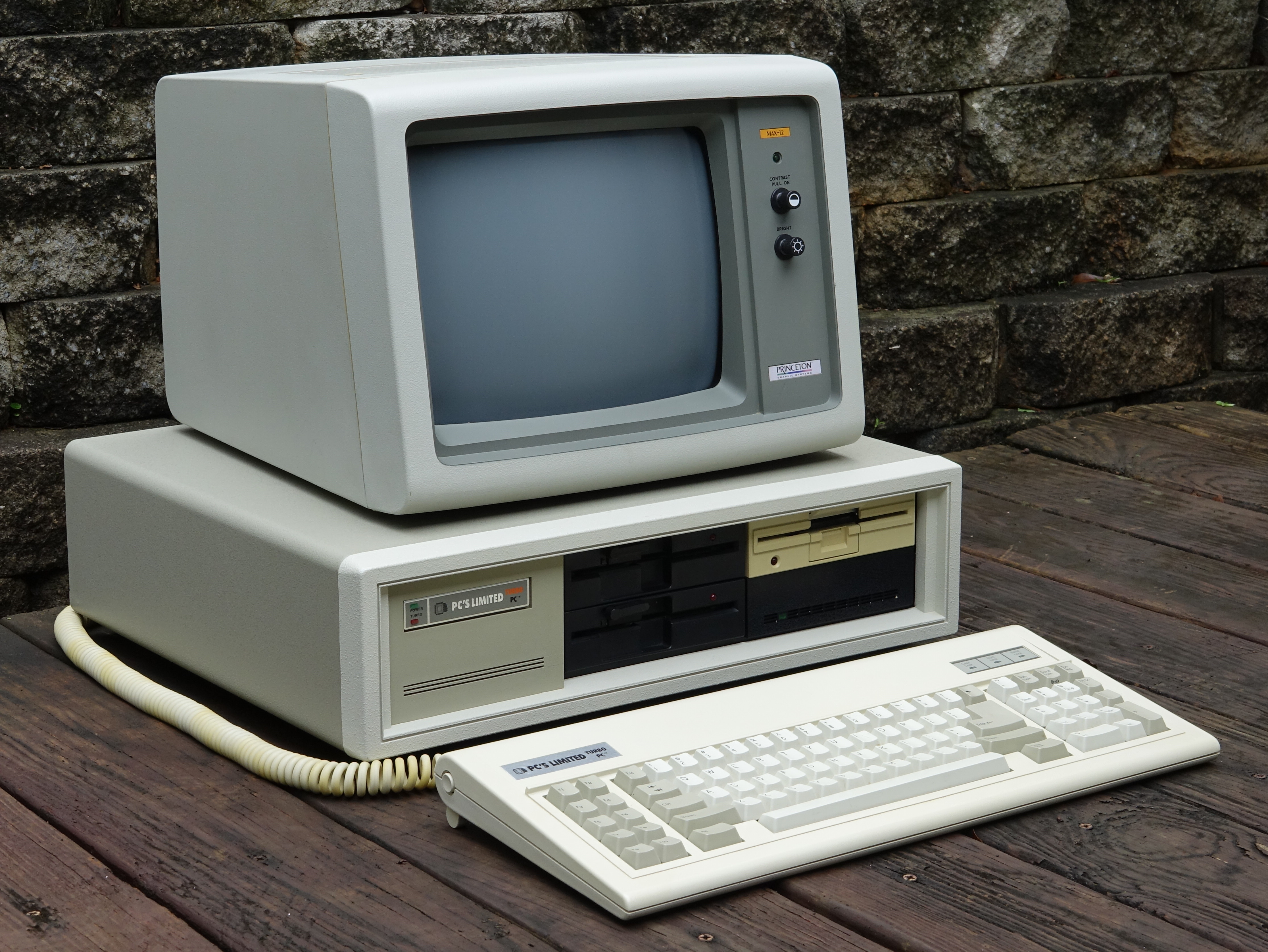
Turbo PC (1985), compatibile della futura Dell

I compatibili sono cloni che riproducono più o meno fedelmente le funzionalità della famiglia dei PC IBM, basata sull'architettura x86 e dotata di sistema operativo DOS e più avanti Windows.
I prezzi dei compatibili erano più bassi e sul mercato internazionale giunsero anche computer praticamente identici ai PC IBM a prezzi pari a meno della metà degli originali (es. in Italia nel 1986 meno di 2 500 000 lire).
I principali vantaggi tecnici della compatibilità per l'utenza erano che le aziende potevano facilmente tenere aggiornate le macchine, utilizzare gli stessi software e condividere i file prodotti con la maggior parte dei personal computer professionali a livello mondiale. Per contro, ad esempio, l'Apple Macintosh uscito nel 1984, nonostante fosse decisamente più avanzato dei PC e compatibili, era un sistema chiuso che non dava questi vantaggi.
Prima dell'uniformità raggiunta nell'epoca di Windows, la compatibilità tra questi sistemi poteva essere a tre diversi livelli.
Di base c'è la compatibilità data dall'utilizzo dello stesso sistema operativo MS-DOS, che dovrebbe permettere l'esecuzione dello stesso software applicativo scritto per tale piattaforma. Se un programma applicativo è stato sviluppato adeguatamente, svolge le operazioni di servizio (anzitutto l'I/O su tastiera, schermo e dischi) solo tramite chiamate di sistema al DOS. In tal modo è solo il DOS a dover essere adatto alla specifica macchina, mentre il programma sarà senz'altro trasportabile così com'è da una macchina all'altra. Il DOS stesso è in gran parte indipendente dalla macchina, eccetto per il BIOS, un suo nucleo che dipende dall'hardware specifico e che viene fornito dal costruttore del computer, di solito su ROM o EPROM. Ad esempio il programma comanda al DOS di effettuare un certo I/O e il DOS delega al BIOS la gestione fisica del dispositivo interessato, in modo trasparente al programma, che non necessita di sapere su quale macchina sta girando e come funziona il dispositivo. Per programmi standard come WordStar e dBase II era sufficiente questo tipo di compatibilità.
Ci sono tuttavia anche programmi che aggirano il DOS e accedono direttamente alla memoria o ai dispositivi. Per funzionare, questi programmi richiedono un maggior livello di compatibilità. Le macchine sulle quali si eseguono devono essere o "sembrare" strutturalmente uguali al PC per il quale sono stati scritti. Solo in questo caso la macchina ha totale compatibilità software. Ad esempio Microsoft Flight Simulator opera direttamente sulla memoria video per gestire efficacemente la grafica, ed era utilizzabile solo su cloni dotati di compatibilità software.
Il terzo livello di compatibilità era quello hardware. Caratteristica importante del PC IBM sono gli slot di espansione che permettono di collegare dispositivi opzionali al bus. C'è compatibilità hardware quando la macchina è capace di connettersi correttamente alle schede di espansione prodotte da IBM o da terzi (che comunque le progettavano anzitutto per funzionare con gli IBM).
Un sistema dotato di compatibilità soft e hard era un clone a tutti gli effetti. Importante per una totale compatibilità era anche la capacità di corretta lettura di dischetti scritti da un PC IBM.
Generalmente, gli IBM compatibili venivano creati senza l'approvazione o la partecipazione di IBM. Tra le aziende produttrici di compatibili si possono citare Commodore (con i Commodore PC), Apricot Computers (con gli Apricot PC), Data General, ITT, Olivetti, Philips, Epson, Sperry, Compaq, Dell, Xerox, Hewlett-Packard, DEC, Sanyo, Texas Instruments, Tulip, Wang..